# Kanoni
Kanoni je priimek v Sloveniji, ki ga je po podatkih Statističnega urada Republike Slovenije na dan 1. januarja 2010 uporabljalo 9 oseb.

## Znani nosilci priimka
- Črt Kanoni (*1952), novinar
- Dušana Šantel Kanoni (1908–1988), arhitektka, oblikovalka
- Janez Kanoni (1904–1977), zdravnik psihiater, profesor MF